# Династія Пфальц-Цвейбрюк
Династія Пфальц-Цвейбрюк — лінія династії Віттельсбахів, була королівською династією Швеції з 1654 по 1720 рік.
До того часу вона розкололась на кілька династій. Королівська династія Швеції була представлена лінією пфальцграфства Клебург (Пфальц-Цвайбрюккен-Клебург).

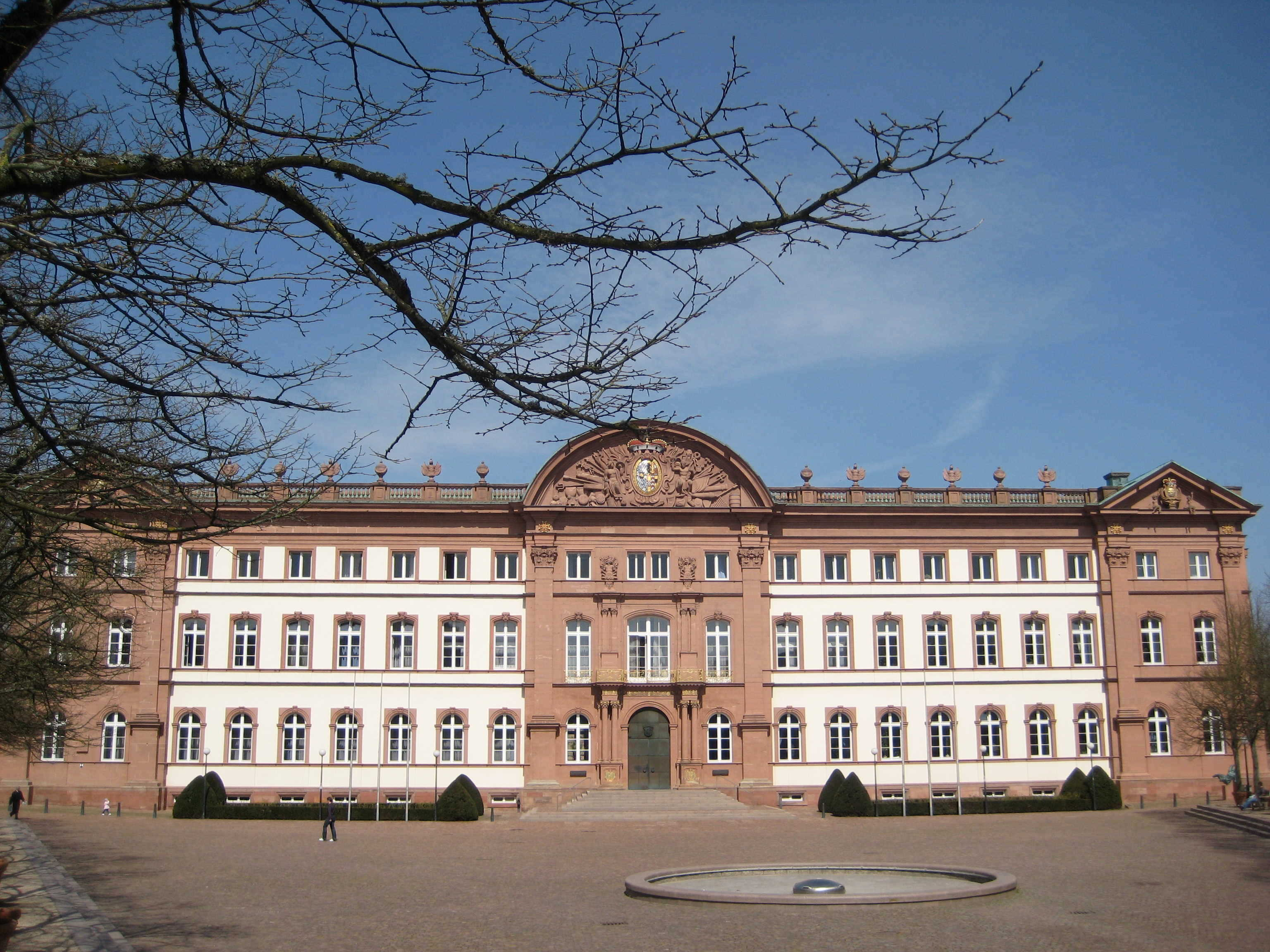
Палац у Цвайбрюккені

Родоначальником династії Пфальц-Цвайбрюккен був Стефан Пфальц-Зіммерн-Цвайбрюккенський, син короля Рупрехта.